# Морштын, Станислав
Станислав Морштын (пол. Stanisław Morsztyn; 1620-е годы — декабрь 1725) — государственный и военный деятель Речи Посполитой, поэт и переводчик. Майор королевского регимента (полка) (1668), хорунжий заторский (с 1676), каштелян черский (1687—1699), воевода мазовецкий (1699—1704) и сандомирский (1704—1717).

## Биография
Представитель польского дворянского рода Морштын герба «Лелива». Родился после 1623 года, вероятно, в Подгуже или в Рациборско. Сын Яна Морштына и Агнешки Рацишевской. Он происходил из семьи братьев-поляков с серьезными литературными традициями. Первоначально он получил образование в средней школе польских братьев в Рациборско.
Он знал французский язык. Вместе со своим родственником Яном Анджеем Морштыном он посетил Германию, Бельгию, Францию и Италию. Возможно, он в то время обучался военному искусству, вдохновленный своим дядей Кшиштофом Арчишевским. После возвращения в Польшу, до 1646 года, он перешел на службу к гетману великому коронному Станиславу Конецпольскому. Со временем он стал командиром пехотного полка, во главе которого участвовал в битвах с восставшими украинскими казаками. В 1649 году находился в Збараже, осажденном войсками под предводительством Богдана Хмельницкого, впоследствии участвовал в битве под Берестечком в 1651 году. С началом войны со Швецией в 1655 году возвращается в Польшу. В том же году отличился при обороне Кракова. После завершения шведской кампании в 1660 году перебирается в Украину, где началась война Речи Посполитой против Русского государства. В 1660 году Станислав Морштын участвует в битве под Чудновом. В 1664 году становится участником захватнического похода Стефана Чарнецкого на Правобережную Украину.
Станислав Морштын занимал различные должности, в том числе: он был: подстолием хелмским (1668 г.), хорунжим заторским (1676 г.), каштеляном черским (с 1687 г.). Он входил в комиссию по ревизии королевской казны. На сейме 1672 года он защищал своего родственника Яна Анджея Морштына.
После избрания на трон Речи Посполитой Михала Корибута Вишневецкого Станислав Морштын в оппозиции к новому монарху. 11 ноября 1673 года принимал участие в Хотинской битве, где был ранен. Сотрудничал с Яном III Собеским. В 1675 году принимал участие в обороне Львова от османской армии. В 1676 году участвовал в боях с турками под Журавно. Член Черского сеймика на сейме 1681 года. В 1683 году в составе польско-литовской армии Яна III Собеского принимал участие в освобождении Вены от турецкой осады. Будучи оберштером полка гвардии королевы Марии Казимиры, он был членом парламента от коронной армии на сейм 1683 года. В 1686 и 1691 годах участвовал в Молдавским кампаниях польского короля Яна III Собеского. В 1695 году он вступил в конфликт с каштеляном сандомирским Стефаном Бидзинским. После сорванного созыва сейма 1696 года он 28 сентября 1696 года присоединился к Генеральной конфедерации. В 1697 году подписал избрание саксонского курфюрста Августа II Сильного от Черской земли и подписал его pacta conventa. В 1699 году он получил должность воеводы мазовецкого. Во время Северной войны Станислав Морштын сначала решительно поддерживал Августа Сильного, затем его оппонента Станислава Лещинского. В январе 1702 года он подписал акт об умиротворении Великого княжества Литовского. С 1704 года — воевода самндомирский. Был членом Сандомирской конфедерации 1704 года. Он был участником Варшавской вальной рады в 1710 году. Он вдохновил Тарногрудскую конфедерацию, но позже вышел из нее. По состоянию здоровья в 1717 году он подал в отставку с должности воеводы сандомирского, которая 27 марта 1717 года была передана его племяннику Якубу Владиславу Морштыну. Он накопил значительное состояние. Друг Вацлава Потоцкого, двоюродный брат Збигнева Морштына.
Скончался в конце декабря 1725 года. Похоронен в реформатской церкви в Сандомире.
С 1676 года Станислав Морштын был женат на Констанции Оборской, дочери каштеляна варшавского Яна Оборского. У супругов было два сына и дочь:
- Ян Юзеф Морштын
- Антоний Анджей Морштын
- Тереза Изабелла Морштын

## Творчество
Он перевел «Федру» Сенеки (под названием «Ипполит») и «Андромаху» Расина (в 1696—1698 годах). Он написал «Грустные причитания по потерянным детям» (1698) — критическое издание под ред. Дариуш Чемперек, Роман Кшивы; Варшава 2007.